# Alfons Juyol

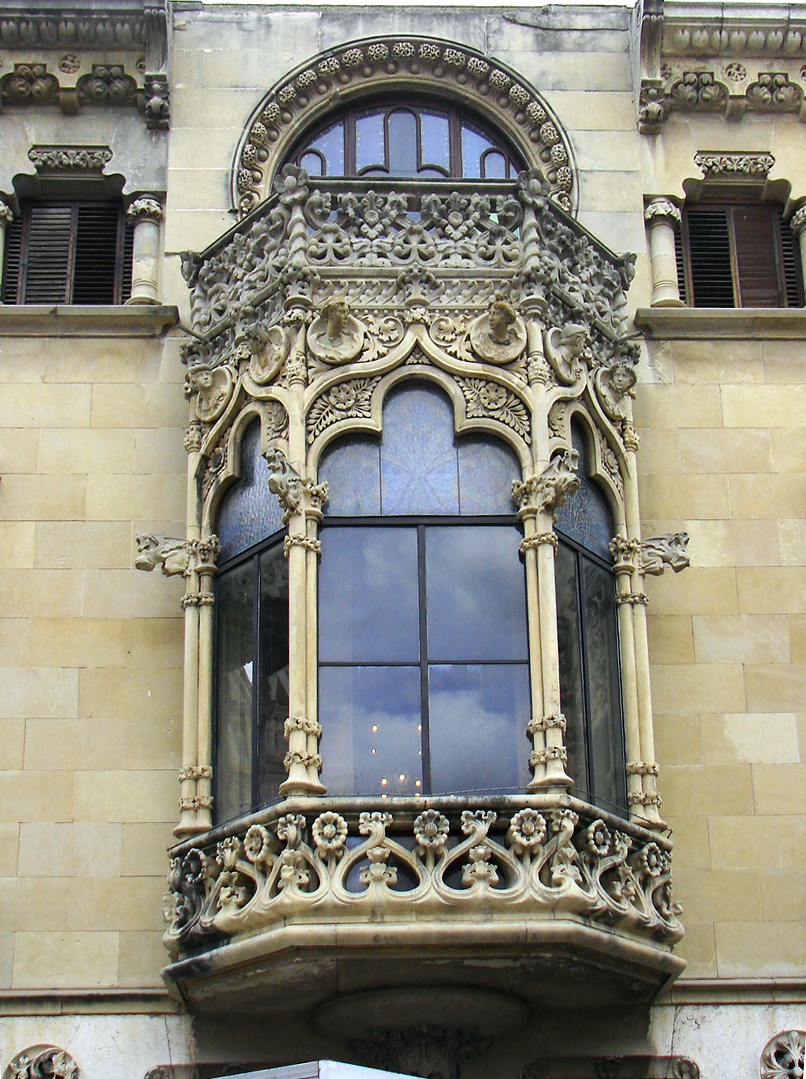
Imagen

Alfons Juyol Bach (Barcelona, 1860 - 1917) fue un escultor modernista español, especializado en la decoración de elementos arquitectónicos.
Tenía taller en Barcelona en la calle Muntaner, posteriormente trasladado a la calle Casanova y finalmente a Villarroel. Su primera gran obra fue para Puig i Cadafalch en la casa Amatller, donde elaboró el conjunto escultórico, salvo las piezas  más destacadas que son de Eusebio Arnau.
También trabajó para Simó Cordomí en el edificio del Ayuntamiento de Granollers y con Enric Sagnier en el edificio de la aduana y en la calle Diputación 250. Otra obra muy destacada es la casa Navàs de Lluís Domènech, en Reus, donde toda la obra escultórica es suya. Otra colaboración con Domènech fue la realización del buzón de la Casa del Archidiácono diseñada por el arquitecto, así como los escudos cerámicos del Castillo de los Tres Dragones.
Pero la mayor parte de su obra la hizo con Puig i Cadafalch con quien colaboró en la monumental Casa de les Punxes, la casa Garí de Argentona, en el Palacio del Barón de Quadras y en el monumento a Víctor Balaguer y la casa Serra.
La saga escultórica fue continuada por su hijo Alfons Juyol i Casallachs y su nieto Alfons Juyol i Arenas.